# Discovery Kids
Discovery Kids era un canale televisivo satellitare per ragazzi, lanciato nell'ottobre 1996 e che ha cessato definitivamente le trasmissioni il 10 ottobre 2010 con un'ultima maratona di Kenny the Shark.
Il canale è stato sostituito da The Hub, in seguito rinominato Discovery Family.